# 역사심리학
역사심리학(psychohistory)은 심리학, 역사, 관련 사회과학과 인문학의 융합체이다. 지지자들은 역사의 '이유', 특히 명시된 의도와 실제 행동 사이의 차이를 검토해야 한다고 주장한다. 심리학, 특히 정신분석학의 통찰과 사회과학과 인문학의 연구 방법론을 결합하여 개인, 집단, 국가, 과거와 현재의 행동의 감정적 기원을 이해한다. 현장에서의 작업은 어린 시절, 창의성, 꿈, 가족 역학, 역경 극복, 성격, 정치 및 대통령 심리 전기 분야에서 수행되었다. 인류학, 예술, 민족학, 역사, 정치, 정치학 등에 대한 주요 심리역사 연구가 있다.

## 같이 보기
- 양원제 (심리학)
- 헬리콥터 부모
- 역사주의
- 종교 학대